# Georges Schneider (Bildhauer)
Georges Schneider (* 10. Mai 1919 in Saint-Imier; † 17. Mai 2010 in Nogent-sur-Marne), heimatberechtigt in Rubigen, war ein Schweizer Bildhauer.

## Leben
Georges Schneider war der Sohn des Adolphe und der Hélène geborene Hoffmann. Er legte die Matura in La Chaux-de-Fonds ab und schloss 1945 sein Studium mit dem Lizentiat der Philosophischen Fakultät in Genf ab. Schneider widmete sich ab 1946 in Paris der Bildhauerei und dem Zeichnen und besuchte die Académie de la Grande Chaumière. Insbesondere dank dem Eidgenössischen Kunststipendium 1954 und 1955 konnte er seine Arbeit intensivieren und stellte ab 1958 in zahlreichen Museen und Galerien in Frankreich, Italien, den Niederlanden und der Schweiz aus. Unter seinen wichtigsten Werken erscheinen religiös geprägte und solche, die der Kirchenausstattung dienen. Sein Geburtsort Saint-Imier gab bei Schneider eine symbolträchtige Arbeit in Auftrag, die 1959 fertiggestellte, dem heiligen Himerius gewidmete Bronzeskulptur «Le défricheur» («Der Rodende»), sowie 1963 einen Kreuzweg mit 15 Flachreliefs aus Schiefer für die römisch-katholische Kirche des Orts. Der vor allem für seine Reliefs und Bronzefiguren bekannte Schneider zählte zu den Schweizer Bildhauern mit internationalem Ruf.